# 三星Galaxy Note 8
三星Galaxy Note 8是韩国三星电子于2017年8月推出的平板式高阶旗舰智能手机，属Galaxy Note系列，于2017年8月23日在美国纽约发布。由于前代三星Galaxy Note 7发生锂电池起火爆炸等灾情而全球回收，Galaxy Note 8的发售格外受人注目。由于采用了与Galaxy S8类似的“全视曲面屏”设计，Galaxy Note8在外观方面与前代有较大不同，引人关注。

## 特色

### 机身
正背双曲面玻璃，屏幕采用圆角、顶部底部黑边收窄设计（三星称之为“全视曲面螢幕”），背面指纹解锁，左右无边框设计。顏色有：霧月灰，星夜黑，楓木金，深海藍，櫻花粉（芭比粉）（不同國家地區銷售之顏色各不同）。

### 相機
後置双镜头为1200万像素，前置镜头由上一代的500万像素升级至今代的800万像素，更加入PDAF相位自动对焦。
如同其他三星新手機(被強制更新至Android 6.0後的舊型號三星手機亦然)，用户想要即席檢視剛拍攝的照片，當按下「照片預览」後，除了相機所拍而來的照片外，連螢幕擷取以至內存中任何一個資料夾(包括下載、從任何即時通訊軟件收到的圖檔，以及任何自定資料夾)，即手機內存所有圖像和影像檔案均會在「相機照片預览」按圖像建立時間而被一一羅列，但此「新功能」不能關掉。相對於舊設計以至其他品牌的安卓手機和功能手機，三星如此改動相機預览功能完全顛覆用戶既有使用習慣，反而為用戶造成不必要的不便和尴尬(如公事上使用手機拍照，檢閱時顯出私人照片和影片)。

### 螢幕
Galaxy Note 8直角螢幕尺寸为6.3吋（圓角為6.2吋），采用1440p（2960 x 1440）解像度Super AMOLED螢幕，18.5:9螢幕显示比例，螢幕占比例大增。移除实体Home键，改为螢幕虚拟键，是三星首次以虚拟键取代功能键的Note系列手机，Home键具有压力感应功能（3D Touch），螢幕四方的圆角设计。

### Bixby助理
搭载Bixby智慧助理服务，机身左侧新增Bixby快捷键（可自由選擇是否啟用），可快速开啓Bixby功能。

### 生物技术
新增臉部辨識功能及Note 7已有的虹膜辨识功能及指纹辨识，可以用作解锁、保密资料，而安全性更高的虹膜辨识及指纹辨识更可用於交易，登入网站等。

### 连接
Note 8为3.5mm耳机孔，并利用USB Type-C作为充电及数据传输接口。Note 8可透过DeX连接屏幕、键盘，将Note 8变成一台桌面电脑。然而，手機原本带有的功能，如中文筆劃輸入法等在「桌面模式」都不能使用，在同時開啓不同軟件也會有遲滯情況發生。
Galaxy Note 8的Samsung Connect就可以连接对应的各种智能家居及IoT产品，在手机操控电视、冷气，或者检视雪柜里面的食物存量。

### 效能
Note 8處理器有兩種版本，三星自行研发的Exynos 8895（国际版，用在欧洲、中南美洲、中东、台灣，澳洲、巴西、韩国等地）及高通Snapdragon 835（加拿大，美國，日本，中国大陆、香港、澳门版本）。

### 抗水防塵
Note 8为IP68 抗水防塵，完全防尘，灰尘无法进入，完全防止接触，并能浸入水中1.5米，并维持三十分钟而运作正常。

## 事件
據科技部落格Android Authority報導，多名用戶在三星論壇反映，Galaxy Note 8電池電量耗盡並關機後，無法充電和開機。另外，多名用戶反映Galaxy S8+也有類似問題。報導稱，三星已注意到這個問題，似乎開始根據實際情況為用戶更換手機。多名用戶在三星論壇反映，手機在電池電量完全耗盡（0%）並關機後，無法充電。目前，受影響的Galaxy Note 8無法充電，且毫無反應。在多數情況下，Galaxy Note 8的LED充電指示燈也沒有反應。一名用戶甚至錄製了一段嘗試恢復手機的影片。影片顯示，他的努力毫無效果。許多受影響用戶還嘗試更換多條充電線，並設法在安全模式下重啟毫無反應的手機，但多數人均沒有成功。對於這些客戶的抱怨，三星在官方論壇迅速回應。三星建議「使用者在保固期間之內更換存在瑕疵的手機」，並強調Note 8無法充電開機的特殊問題將會立刻獲得解決。然而，三星隨後發出聲明回應此事件表示，三星對於這類事件向來都很嚴肅看待，但目前僅收到少部分消費者的報告手機出現與充電相關的問題。因此，僅能在收集到足夠多資訊後，才能給予正式評論。最後，再次建議手機出現問題的消費者主動連絡三星。台灣三星也回應，目前僅接獲少數案例，且每個國家發生的狀況不完全一樣，總部還在檢測了解中，消費者若有類似狀況，可與客服聯繫。台灣三星電子行動與資訊事業部副總經理李元榮強調，「三星對於產品有嚴格管控機制，要求也非常高，更不會因為電池老化藉由軟體更新等方式限制處理器運作速度。」除此之外，三星於2017年12月上架的《Samsung Members》應用程式，自我檢測的內容非常多，包括電池、效能等等，像是Note8就可以透過18項安全檢測，了解自己手機的問題。按照李元榮的說法，《Samsung Members》是一個客服端跟使用者端的雙向檢測應用程式，檢測內容包括電池、藍牙、WiFi、感應器、觸控螢幕、實體按鍵、S Pen、震動等17項，當手機診測到內部元件有問題，使用者可以直接跟客服聯繫，並在檢測過程中，先經過使用者同意，傳送認證碼給客服，讓客服可以在遠端協助使用者操作手機。

## Note 8特別版
为纪念2018平昌冬奥会及冬残奥会，三星推出了Galaxy Note 8的2018平昌冬季奧運/冬季殘奧限量版。奥运/残奥限量版为非卖品，所有参赛运动员（朝鲜运动员除外，因国家受到制裁）都可获赠。
套裝內包括：
- 手機內預載獨家平昌冬季奧運手機主題
- 白色玻璃機背設計與金色奧運五環標誌/金色殘奧三彩帶標誌
- 白色手機外殼與殘奧會標誌（僅殘奧版）